# صمصام‌السلطنه
نجف‌قُلی‌خان بختیاری مشهور به صَمصام‌السلطنه (۱۲۲۹، چغاخور – ۲۷ تیر ۱۳۰۹، اصفهان) از رجال دوره قاجار و از سران ایل بختیاری بود، که پس از انقلاب مشروطه، دو دوره رئیس‌الوزرای ایران شد.
نجف‌قلی‌خان، پسر حسینقلی خان ایلخانی، برادر علیقلی خان سردار اسعد و بی‌بی مریم بختیاری بود. وی در دوره چهارم مجلس شورای ملی، به عنوان نماینده تهران در مجلس حضور داشت.
قلعه صمصام‌السلطنه در شهر شلمزار به دستور او ساخته شده است.

## زندگی
نجف‌قلی‌خان صمصام‌السلطنه، فرزند حسین قلی خان ایلخانی و بی‌بی مهرافروز، نوه پسری جعفرقلی‌خان دورکی و نوه دختری شفیع‌خان بختیاری بود، که در سال ۱۲۲۹ در چغاخور زاده شد.
پس از مرگ پدرش در سال ۱۲۸۱ از مظفرالدین شاه لقب صمصام‌السلطنه دریافت کرد و پس از درگذشت برادر بزرگترش؛ اسفندیار خان، به مقام ایلخانی بختیاری رسید. صمصام‌السلطنه در جنبش مشروطه به مخالفان محمدعلی‌شاه پیوست و با برادر خود علیقلی‌خان سردار اسعد همراه شد. او به همراه سواران مسلح بختیاری و پس از شکست اقبال الدوله کاشی، اصفهان را تصرف کرد و حکومت اصفهان را در سال ۱۲۸۷ برای مدتی به‌دست گرفت.

## وزارت جنگ و نخست‌وزیری
صمصام‌السلطنه در تاریخ ۲۶ تیر ۱۲۹۰ در ترمیم کابینه سپهدار محمدولی‌خان تنکابنی، وزیر جنگ شد. پیش از آن، خود سپهدار عهده‌دار وزارت جنگ بود. اما دولت سپهدار پس از چند روز کنار رفت و صمصام‌السلطنه در تاریخ ۲ مرداد ۱۲۹۰ به جای او نخست‌وزیر شد و دوران کوتاهی نیز مقام وزارت جنگ را نیز برای خود حفظ کرد.
دوران نخست‌وزیری صمصام‌السلطنه بسیار بحرانی بود. او در سراسر این دوره در جنگ با نیروهای محمدعلی‌شاه مخلوع بود، که دوباره از راه روسیه وارد ایران شده بود و ترکمن‌ها را با خود همراه کرده و در حال تلاش برای رسیدن به تهران بود. از سوی دیگر نیز با سالارالدوله؛ برادر محمدعلی‌شاه در کرمانشاه درگیر بود، که در آن دوره یاغی شده بود.
رخداد مهمی که به سقوط کابینه صمصام‌السلطنه انجامید، اولتیماتوم روسیه بود، که به دولت ایران ۴۸ ساعت مهلت داد تا مورگان شوستر؛ مستشار آمریکایی مالیه و دیگر خارجیانی را که با او کار می‌کردند، برکنار نماید، همچنین تعهد بدهد که تنها با رضایت قبلی سفارت‌های روسیه و بریتانیا، افراد خارجی را به خدمت بگیرد و مخارج لشگرکشی روسیه به ایران را نیز پرداخت نماید و در غیر اینصورت نیروهای روسیه که در رشت توقف کرده بودند، پیشروی خواهند کرد و دولت ایران نیز می‌بایست هزینه این پیشروی را بپردازد. صمصام‌السلطنه و همه اعضای دولتش موافق پذیرش خواسته روسیه بودند اما مجلس شورای ملی با اکثریت قاطع، اولتیماتوم روسیه را رد کرد:
۸ [آذر ۱۲۹۰] سفارت روسیه اولتیماتومی بر مبنای سه اصل به دولت داد و برای آن چهل و هشت ساعت مهلت قائل شد. اصول سه‌گانه عبارتست از:
1. اخراج مورگان شوستر آمریکائی.
2. استخدام اتباع خارجی با اجازه روس و انگلیس
3. پرداخت خسارت لشکرکشی روسیه به ایران

۹ [آذر] جلسه فوق‌العاده مجلس شورای ملی با شرکت وزیران برای اتخاذ تصمیم دربارهٔ اولتیماتوم روسیه تشکیل شد. وزیر خارجه (وثوق الدوله) گزارشی از سابقه امر به مجلس داد و ایران - پیشنهاد نمود مجلس با آن موافقت نماید. در این جلسه عده زیادی از نمایندگان با حرارت و احساسات سخن گفتند.
۹ سرانجام مجلس به اتفاق آراء اولتیماتوم روسیه را رد کرد. هنگامی که مجلس سرگرم بحث دربارهٔ اولتیماتوم بود هزاران نفر از مردم تهران در اطراف مجلس علیه روسیه و اعمال خشونت بار عمال روس تظاهرات می‌کردند.
۹ به دنبال رد اولتیماتوم روس توسط مجلس شورای ملی، قوای روس که در تبریز و رشت اقامت داشت وارد قزوین شد…
۲۷ [آذر ۱۲۹۰] بنا به تقاضای دولت جلسه فوق‌العاده مجلس شورای ملی برای اتخاذ تصمیم دربارهٔ یادداشت روس تشکیل یافت. صمصام‌السلطنه از مجلس اختیار خواست تا اولتیماتوم دولت روسیه را بپذیرد یا پنج نماینده تعیین کنند که آنها به اتفاق هیئت دولت تصمیم به قبول خواسته‌های روسیه بگیرند. مجلس با هر دو پیشنهاد مخالفت کرد.
صمصام‌السلطنه در اردیبهشت ۱۲۹۷ بار دیگر به نخست‌وزیری رسید، در همین دوره بود که پس از پیروزی انقلاب کمونیستی در شوروی، لنین برای اثبات حسن‌نیت خود نسبت به ملل ضعیف جهان، الغای تمام امتیازات استعماری دولت تزاری پیشین را اعلام کرد. دولت صمصام‌السلطنه نیز از این فرصت استفاده نمود و در چهارم مرداد ۱۲۹۷ با صدور بیانیه‌ای، عهدنامه ترکمانچای و دیگر امتیازات واگذار شده به دولت روسیه تزاری را ملغی اعلام کرد.
کابینه صمصام در ۸ مرداد ۱۲۹۷ تصویب‌نامه‌ای در هیئت وزیران برای لغو کاپیتولاسیون گذراند، اما سه روز بعد احمدشاه او را به کاخ گلستان احضار و بشدت مؤاخذه کرد، که این‌کارها کشورها را به ویرانی می‌کشاند. سپس به صمصام‌السلطنه دستور استعفا داد که وی نپذیرفت و با حالت قهر و خشم کاخ را ترک نمود. احمدشاه نیز همان روز وثوق‌الدوله را مأمور تشکیل کابینه کرد.

## درگذشت
صمصام‌السلطنه در انتخابات دوره چهارم مجلس شورای ملی به نمایندگی تهران انتخاب شد، اما در این دوره، تشکیل مجلس مدت‌ها به تأخیر افتاد. در سال ۱۳۰۰ هنگامی که کلنل پسیان در خراسان قیام کرده بود، حکومت خراسان به صمصام پیشنهاد شد، ولی او به خراسان نرفت. در همان سال، مجلس شورای ملی کار خود را آغاز کرد و صمصام‌السلطنه به مجلس رفت. او در زمان رضاشاه در سال ۱۳۰۸، به حکمرانی منطقه بختیاری منصوب شد و یک سال بعد، در ۱۳۰۹ در شهر اصفهان درگذشت و در تکیه صمصام در تخت فولاد به خاک سپرده شد.

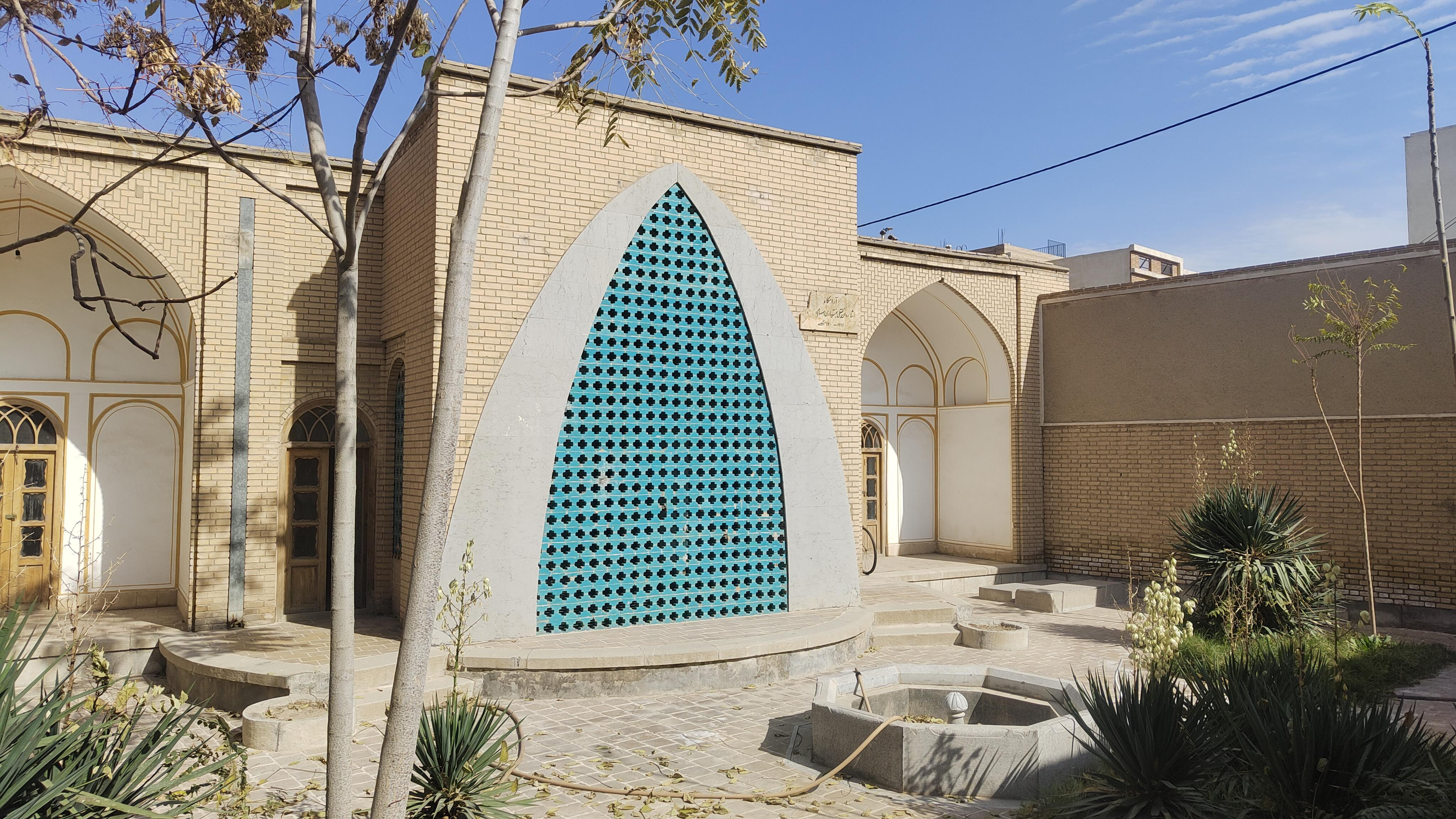
آرامگاه صمصام‌السلطنه